# Roger Byrne
Roger Byrne (Manchester, 1929. február 8. – München, 1958. február 6.) egykori válogatott angol labdarúgó, a Manchester United csapatkapitánya.

## Pályafutása
Roger Bryne 1929 februárjában született Manchesterben William Henry Byrne (1894-1972) és a Jessie Byrne (1899-1986) egyetlen gyermekeként. Az 1955–56-os idénytől kezdve volt a Manchester United csapatkapitánya, balhátvéd poszton szerepelve.
Matt Busby kihasználva sokoldalúságát bátran számíthatott rá a védelem bármely posztján.
Brynet sohasem tartották korszakának kiemelkedően tehetséges játékosának, azonban ezt a játékhoz való hozzáállásával és játékintelligenciájával ellensúlyozta. Karizmatikus személyiségnek tartották, aki minden helyzetre gyorsan reagált, és csapattársait is nagyszerűen inspirálta, így még halála után több mint fél évszázaddal is a United egyik legnagyszerűbb kapitányai közt tartják számon. Három bajnoki címet szerzett 1952-ben, 1956-ban és 1957-ben, valamint egy vesztes FA-kupa döntőben is pályár lépett az Aston Villa ellen 1957-ben.
Az 1950-es években stabil tagja volt Walter Winterbottom válogatottjának és Billy Wright méltó utódjának tartották a kapitányi poszton. Összesen 33 alkalommal játszott az angol válogatottban. Első válogatott mérkőzésén Skócia ellen lépett pályára 1954 áprilisában, míg utolsó mérkőzését a nemzeti csapatban 1957 novemberében Franciaország ellen játszotta.
Mindössze 28 évesen, két nappal születésnapja előtt hunyt el, miközben felesége, Joy első gyermeküket várta. Holttestét temetése után elhamvasztották. Nyolc hónappal halála után született meg Roger jr., aki 2011 decemberében rákbetegségben hunyt el 53 évesen. Swindonban a helyi tanács tagjakén dolgozott, míg anyja, Joy az 1970-es években halt meg.
Néhány évvel halála után egy manchesteri lakótelepen utcát neveztek el róla, csakúgy mint a müncheni légikatasztrófa többi áldozatáról. Életrajza, a Roger Byrne, Captain of the Busby Babes (Roger Bryne, a Busby Bébik kapitánya) 2000 decemberében jelent meg Iain McCartney írásában. A 2011-ben készült televíziós drámában tévesen Mark Jonest mutatta be, mint a csapat kapitányát.

## Statisztika
| Klub              | Szezon   | Bajnokság     | Bajnokság | FA-kupa       | FA-kupa | Nemzetközi kupa | Nemzetközi kupa | Egyéb         | Egyéb | Összesen      | Összesen |
| Klub              | Szezon   | Pályára lépés | Gólok     | Pályára lépés | Gólok   | Pályára lépés   | Gólok           | Pályára lépés | Gólok | Pályára lépés | Gólok    |
| ----------------- | -------- | ------------- | --------- | ------------- | ------- | --------------- | --------------- | ------------- | ----- | ------------- | -------- |
| Manchester United | 1951–52  | 24            | 7         | 1             | 0       | 0               | 0               | 0             | 0     | 25            | 7        |
| Manchester United | 1952–53  | 40            | 2         | 4             | 1       | 0               | 0               | 1             | 1     | 45            | 4        |
| Manchester United | 1953–54  | 41            | 3         | 1             | 0       | 0               | 0               | 0             | 0     | 42            | 3        |
| Manchester United | 1954–55  | 39            | 2         | 3             | 0       | 0               | 0               | 0             | 0     | 42            | 2        |
| Manchester United | 1955–56  | 39            | 3         | 1             | 0       | 0               | 0               | 0             | 0     | 40            | 3        |
| Manchester United | 1956–57  | 36            | 0         | 6             | 1       | 8               | 0               | 1             | 0     | 51            | 1        |
| Manchester United | 1957–58  | 26            | 0         | 2             | 0       | 6               | 0               | 1             | 0     | 35            | 0        |
| Összesen          | Összesen | 245           | 15        | 18            | 2       | 14              | 0               | 3             | 0     | 280           | 20       |

## Sikerei, díjai
Manchester United
- Angol bajnok (3): 1951-52, 1955-56, 1956-57